# Alegorická socha Asie (Lysá nad Labem)
Alegorická socha Asie je součástí souboru alegorií světadílů v zámeckém parku v Lysé nad Labem. Socha je umístěna na jižním schodišti francouzského libosadu. Autorem sochy je dílna Matyáše Bernarda Brauna, konkrétně „Sochař z Benátek“, jímž by mohl být snad František Adámek nebo Jan Dlouhý-Lang. Originál alegorie vznikl kolem roku 1735. V zámeckém parku je v současnosti umístěna kopie originálu z roku 1958.

## Popis
Asie zpodobněná jako putti se vzácnými květy, exotickým zvířetem, velbloudem a nádobou s orientálním kořením, nám dává vědět o vzdálené, tehdejšímu Evropanovi dosti neznámé, orientální kultuře. Alegorická postava stojí rozkročená před zády velblouda, jehož tvář vidíme u pravé nohy alegorické postavy. Putti pravou rukou zdvihá nad hlavu květiny. V levé ruce drží nádobu s kadidlem, vonnými mastmi, nebo dosti pravděpodobně s orientálním kořením.